# Коллоредо-Мансфельд, Иероним
Иероним фон Коллоредо-Мансфельд (30 марта 1775—23 июля 1822) — австрийский генерал и георгиевский кавалер.

## Биография
Иероним фон Коллоредо-Мансфельд родился 30 марта 1775 года в Вецларе, второй сын посла в Испании (впоследствии австрийского вице-канцлера) князя Франца де Пауля Гундакера фон Коллоредо-Мансфельда из рода Коллоредо.
В военную службу вступил оберлейтенантом в 1792 году и сразу же принял участие в коалиционной войне против Франции, состоял в свите генерала Клерфэ и сражался в Шампани. В 1793 году был произведён в капитан-лейтенанты и получил гренадерскую роту в 57-м пехотном полку, шефом которого был его дядя, фельдмаршал граф Иосиф-Мария фон Коллоредо. В 1794 годах он находился в делах во Фландрии, был произведён в капитаны и вместе с гарнизоном крепости Конде был взят французами в плен; хотя вопрос о его обмене был решён положительно, он, вопреки всем обычаям войны, был удержан в качестве заложника, для обмена на французских комиссаров, обманом привёденных Дюмурье к австрийцам. Сбежав из плена, Коллоредо снова присоедился к свите генерала Клерфэ. а затем получил роту в лейб-батальоне своего полка. В 1796 году он был в авангарде Вурмзера на Рейне, был ранен 8 августа в Тироле и находился на излечении до декабря, когда был произведён в майоры. В 1798 году он был переведён во вновь сформированный 60-й пехотный полк. В 1799 году произведён в подполковники. В 1800 году назначен вторым полковником в 29-й пехотный полк, в котором в то время не было шефа. При следовании к новому месту службы встретил войска принца Карла Лотарингского, присоединился к ним и с отличной храбростью участвовал в сражении при Клейн-Шафгаузене, командуя батальоном. За это отличие он был произведён в полковники и назначен командиром 2-го пехотного полка.

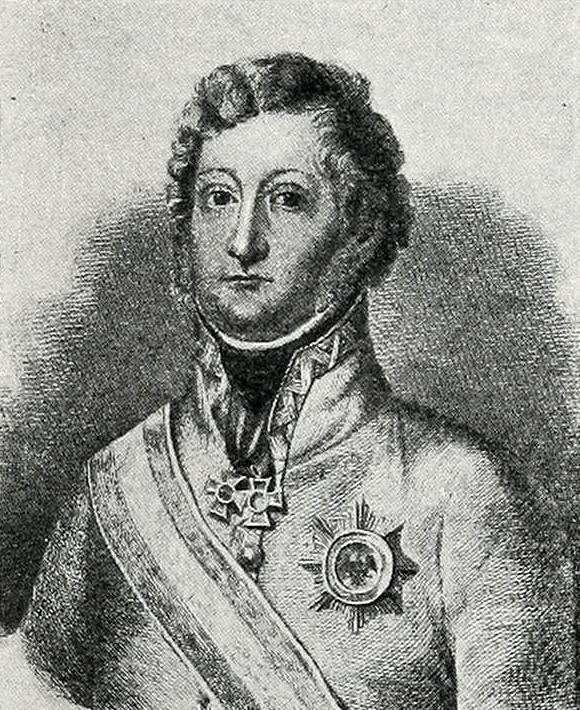
Рис. из «Военной энциклопедии»

В кампании 1805 года только что произведённый в генерал-майоры Коллоредо вновь сражался в Италии, командуя бригадой. В сражении при Кальдиеро, приняв после ранения своего начальника командование левым крылом австрийской армии, он отразил все атаки неприятеля и своим личным мужеством отстоял важный редут, чем и был решён исход сражения. За этот подвиг он был награждён рыцарским крестом Военного ордена Марии-Терезии.
В кампании 1809 года, в Италии, Коллоредо в течение пяти часов держался при Фонтана-Фредда против превосходящего в силах неприятеля и одержал блестящую победу. Несмотря па полученную в этом сражении рану, Коллоредо в течение 24 часов удерживал Венцону против подавляющего численностью противника и тем обеспечил армии отступление за Карнийские Альпы. В награду он получил Командорский крест Военного ордена Марии-Терезии и был произведён в фельдмаршал-лейтенанты. После окончания военных действий он был удостоен звания шефа 33-го пехотного полка, который носил его имя до его смерти.
Следующий повод отличиться на поле боя Коллоредо получил в время войны Шестой коалиции. В сражении при Дрездене (26 и 27 августа 1813 года) Коллоредо командовал дивизией и отступил лишь после упорного сопротивления, причём в этом деле под ним было убито три лошади. При Кульме к Коллоредо в решительный момент перешло командование правым крылом союзной армии. Решительными атаками селения Аберсау Коллоредо завершил окружение французов, причём взял в плен 3000 человек. Наградой за Кульм было производство Коллоредо в фельдцейхмейстеры и назначение его командиром 1-го корпуса австрийской армии. 9 сентября 1813 года российский император Александр I наградил Коллоредо орденом св. Георгия 3-го класса (№ 320 по кавалерскому списку)
В ознаменование отличных подвигов мужества и храбрости, оказанных против французских войск в нынешнюю войну.
Причём этим царь не ограничился, удостоив Коллоредо ещё и орденом Александра Невского. Не остался в стороне и прусский король, присутствовавший при Кульме, удостоив Коллоредо орденом Красного Орла 1-го класса.
При попытке Наполеона вторгнуться в Богемию через Ноллендорфское дефиле Коллоредо быстрым ударом в левое крыло французов принудил Наполеона к отступлению в Саксонию.
В битве народов под Лейпцигом корпус Коллоредо вместе с резервным корпусом генерала Мерфельдта образовывал левое крыло главной армии, занимавшее, под начальством принца Гессен-Гомбургского, позиции у Делица, Дезена, Пробстгайды и Конневица. После того как принц Гессен-Гомбургский был ранен, а генерал Мерфельдт взят в плен, командование перешло к Коллоредо, который, будучи ранен в грудь, скрыл это от окружающих и удержал позиции при Конневице и Делице.
В кампании 1814 года Иероним фон Коллоредо-Мансфельд продолжал командовать своим корпусом, но вследствие раны, полученной 5 февраля при Труа, вынужден был оставить армию и уехал в Вену. В апреле-июне он снова командовал своим корпусом во Франции.
В 1815 году он с апреля по октябрь командовал I (австрийским) корпусом союзной армии Верхнего Рейна, не участвуя в боевых действиях. В конце года он был произведён в тайные советники и назначен гражданским помощником главнокомандующего в Богемии, а затем в Иллирии, Внутренней Австрии и Тироле. Был удостоен звания камергера.
Иероним фон Коллоредо-Мансфельд скончался 23 июля 1822 года в Вене от последствий боевых ранений.
В 1825 году на поле сражения при Кульме Коллоредо был поставлен памятник с надписью «Dem Feinde furchtbar, den Seinen Theur» (Ужасен для врагов, любим своими). С 2008 его имя носит Военная академия в Винер-Нойштадте.